# NGC 3069
NGC 3069 = IC 580 ist eine Galaxie vom Hubble-Typ S0? im Sternbild Löwe an der Ekliptik. Sie ist schätzungsweise 233 Millionen Lichtjahre von der Milchstraße entfernt und hat einen Durchmesser von etwa 55.000 Lichtjahren. Wahrscheinlich bildet sie gemeinsam mit NGC 3070 ein gebundenes Galaxienpaar.

Im selben Himmelsareal befinden sich u. a. die Galaxien IC 576, IC 577, IC 578, IC 584.
Das Objekt wurde am 15. März 1877 vom dänischen Astronomen Johan Ludvig Emil Dreyer entdeckt.